# TBSアニメフェスタ
TBSアニメフェスタ（ティービーエス アニメフェスタ）は、TBSテレビ製作のアニメ作品に関するイベント。

## 概要
TBSホールディングス（旧：東京放送）子会社のBS放送局・BS-TBS（旧：BS-i）が本格的に深夜アニメ放送を始めた2001年以降、2015年までの夏（8月上旬 - 9月上旬頃）にかけての土曜日あるいは日曜日に開催、およそ6 - 7時間のイベントである。
司会は、2015年度までの第1期開催ではTBSテレビ局内で大のアニメファンとして知られる向井政生アナウンサーが担当。2018年開催では向井同様にTBSテレビ局内でアニメ好きなアナウンサーである宇垣美里アナウンサーとアニメ好きの芸人として知られるハライチの岩井勇気が担当。
主な内容は、TBSテレビ製作のテレビアニメ作品の上映とその作品に出演する声優陣のフリートークやビデオメッセージ、主題歌を歌う歌手のミニライブ、その他毎日放送（MBSテレビ）やCBCテレビ製作のJNN系列局ネット作品のプロモーションビデオ上映コーナーもある。当イベントで初めて制作発表されるタイトルも多い。
2016年は開催なしと発表され、2017年に関しても開催発表がなく休止状態となっていたが、2018年8月にアニメリコ・アニメサタデー630第2部の合同イベントとして3年ぶりに開催された。

## 会場
当初は自社施設の（旧）赤坂ACTシアターで開催されていたが、同施設が赤坂サカス再開発事業に伴い2003年9月28日に閉鎖・解体されて以降は文京シビックホール（大ホール。文京区役所庁舎内）にて開催されている。その後2008年3月14日に（新）赤坂ACTシアターが再開業したが、引き続き文京シビックホールでの開催である。

## 開催日程
| 回数   | 日程              | キービジュアル                    | 参加作品・出演者 |
| ------ | ----------------- | --------------------------------- | --- |
| 第1回  | 2001年8月25・26日 | ちっちゃな雪使いシュガー          | ゴーゴー五つ子ら・ん・ど Di Gi Charat - 司会：内藤玲 - トークショー：真田アサミ、沢城みゆき、氷上恭子 ちっちゃな雪使いシュガー - 石田耀子、木村真一郎、松倉友二、浅野真澄、水橋かおり 逮捕しちゃうぞ - 司会：小林治 - トークショー：斎藤彩夏、河本昇悟 RAVE - 川澄綾子、関智一（片日参加）、米倉千尋ほか まほろまてぃっく - 川澄綾子、瀧本富士子、高田由美、山賀博之ほか |
| 第2回  | 2002年8月24・25日 | ちょびっツ                        | 第一部 RAVE - ゆきじ、森久保祥太郎、渡部高志 ヒートガイジェイ 第二部 GetBackers-奪還屋- - トークショー：神奈延年、森久保祥太郎、保志総一朗、桑谷夏子、 野口和紀（スタジオディーン） - ライブ：田村直美 ちょびっツ - 田中理恵、杉田智和 まほろまてぃっく～もっと美しいもの～ - 川澄綾子、菊地由美、水野愛日、真田アサミ |
| 第3回  | 2003年8月9・10日  | 探偵学園Q                         | 第一部 ヒートガイジェイ - 未放送話「虜-ANGEL-」上映 GetBackers-奪還屋- - 神奈延年、森久保祥太郎、保志総一朗、飛田展男、星野貴紀 第二部 機動戦士ガンダムSEED - ビデオメッセージ：保志総一朗、石田彰、福田己津央 鋼の錬金術師 - PV上映のみ ちっちゃな雪使いシュガー特別編 - トークショー：川上とも子、浅野真澄 - ライブ：石田燿子 探偵学園Q - 緒方恵美、川上とも子、石川英郎、遠近孝一 第三部 真月譚 月姫 - 生天目仁美、折笠富美子、伊藤静、植田佳奈、かかずゆみ まほろまてぃっく 夏のTVスペシャル - 菊地由美、水野愛日、真田アサミ この醜くも美しい世界 - 佐藤裕紀 ぽぽたん - トークショー：大原さやか、浅野真澄、桃井はるこ、門脇舞、 川澄綾子、木村真一郎 - ライブ：Funta |
| 第4回  | 2004年9月4・5日   | ローゼンメイデン                  | スチームボーイ - PV上映 忘却の旋律 - 桑島法子、浅野真澄、能登麻美子 新作アニメ紹介映像 - 劇場版 鋼の錬金術師 シャンバラを征く者、 機動戦士ガンダムSEED DESTINY ローゼンメイデン - 沢城みゆき ああっ女神さまっ - 井上喜久子 ゆめりあ - 有島モユ、浅野真澄、井上喜久子、中山さら、仲西環、 鈴木麻里子 この醜くも美しい世界 - 高田由美、真田アサミ AIR - 川上とも子、岡本麻美、柚木涼香 |
| 第5回  | 2005年8月20・21日 | びんちょうタン                    | 第一部 劇場版 鋼の錬金術師 シャンバラを征く者 - ダイジェスト映像上映 英國戀物語エマ - 冬馬由美、川島得愛、うえだゆうじ、小林沙苗 新作アニメ紹介映像 - 交響詩篇エウレカセブン、機動戦士ガンダムSEED DESTINY、 BLOOD+、ジパング BLACK CAT - トークショー：近藤隆 - ビデオメッセージ：福圓美里、藤原啓治、ゆかな 第二部 ああっ女神さまっ - トークショー:井上喜久子、合田浩章 - ライブ：石田燿子 苺ましまろ - 司会：生天目仁美 - トークショー：千葉紗子・折笠富美子・川澄綾子・能登麻美子 ローゼンメイデン・トロイメント - 沢城みゆき、真田アサミ、志村由美、後藤沙緒里 - シークレットゲスト（二日目のみ）：野川さくら 第三部 これが私の御主人様 - トークショー：皆川純子、浅野真澄、清水愛、植田佳奈 - ライブ：奥井雅美 びんちょうタン - 江草天仁、野中藍、野川さくら Fate/stay night - 川澄綾子 AIR 夏・特別編 - 西村ちなみ、井上喜久子 |
| 第6回  | 2006年8月19・20日 | あさっての方向。                  | 第一部 新作アニメ紹介映像 - BLOOD+、天保異聞 妖奇士、コードギアス 反逆のルルーシュ ウィッチブレイド - ビデオメッセージ：能登麻美子、神田朱未、水樹奈々、 小山力也、松風雅也 BLACK CAT - ビデオメッセージ：近藤隆、福圓美里 ああっ女神さまっ それぞれの翼 - トークショー:井上喜久子、合田浩章 - ライブ：石田燿子 第二部 xxxHOLiC - 大原さやか、伊藤静、福山潤、中井和哉 あさっての方向。 - 藤村歩、伊藤静 新作アニメ紹介映像 - 劇場版機動戦士ガンダムSEED、英國戀物語エマ第2期、 Venus Versus Virus ローゼンメイデン 特別編 - 田中理恵 ウィンターガーデン - 真田アサミ 第三部 009-1 - ビデオメッセージ：釈由美子 Fate/stay night - 川澄綾子、杉山紀彰、植田佳奈 夜明け前より瑠璃色な - 生天目仁美、後藤麻衣、氷青、野々瀬ミオ、黒河奈美、 浅川悠 Kanon - 彩菜 |
| 第7回  | 2007年8月11・12日 | CLANNAD                           | 怪物王女 - トークショー：川澄綾子、大浦冬華、河原木志穂、能登麻美子、 清水愛、森永理科 - ライブ：美郷あき ベクシル 2077日本鎖国 - 曽利文彦 神曲奏界ポリフォニカ - トークショー：戸松遥、佐藤利奈 - ライブ：kukui、eufonius おおきく振りかぶって - 代永翼、中村悠一、早水リサ 逮捕しちゃうぞ フルスロットル - 玉川沙己子、平松晶子 Venus Versus Virus - トークショー：高垣彩陽、茅原実里 - ライブ：妖精帝國、Riryka ひだまりスケッチ - 阿澄佳奈、水橋かおり、後藤邑子、新谷良子、蒼樹うめ スペシャルライブ - Lia CLANNAD - 中原麻衣、広橋涼、神田朱未、野中藍、能登麻美子、 井上喜久子 |
| 第8回  | 2008年8月16・17日 | 夜桜四重奏 〜ヨザクラカルテット〜 | 第一部 xxxHOLiC◆継 - 大原さやか、伊藤静、菊地美香 アニちゃんねる!えみのドキドキ研究所 - ビデオメッセージ：伊藤えみ 逮捕しちゃうぞ フルスロットル - AA-CHINO 新作アニメ紹介映像 - 大正野球娘。、鉄のラインバレルほか - 進行：有川知里 To LOVEる -とらぶる- - トークショー：戸松遥、渡辺明乃、矢作紗友里、新井里美 - ライブ：Anna 第二部 明日のよいち! - トークショー：佐藤利奈、戸松遥、田村ゆかり、花澤香菜 - ライブ：meg rock 夜桜四重奏 〜ヨザクラカルテット〜 - トークショー：福圓美里、藤田咲、沢城みゆき、梶裕貴、 小野大輔、戸松遥、又吉愛、大久保藍子 - ライブ：ああ（savage genius） 新作アニメ紹介映像 - となりの801ちゃん 第三部 ひだまりスケッチ×365 - 阿澄佳奈、水橋かおり、後藤邑子、新谷良子 CLANNAD ～AFTER STORY～ - トークショー：中原麻衣、中村悠一、井上喜久子 - ライブ：Lia |
| 第9回  | 2009年8月22日     | にゃんこい!                       | PandoraHearts - トークショー：皆川純子、川澄綾子、鳥海浩輔、花澤香菜、 石田彰 - ライブ：ああ（savage genius）、近江知永 うみものがたり 〜あなたがいてくれたコト〜 - ライブ：marble - 「阿澄佳奈の阿澄カナ？」ステージ：阿澄佳奈、寿美菜子 ヴァイス・サヴァイヴ - 橘田いずみ、中本順久 まほろまてぃっく - 川澄綾子、清水愛 けんぷファー - 井上麻里奈、名塚佳織、阿澄佳奈、中島愛 にゃんこい! - トークショー：浅沼晋太郎、井口裕香、白石涼子、小林ゆう、 田中敦子、福山潤 - ライブ：榊原ゆい、今井麻美 大正野球娘。 - 伊藤かな恵、中原麻衣、喜多村英梨、能登麻美子、広橋涼、 甲斐田裕子、牧野由依、後藤沙緒里、植田佳奈 ひだまりスケッチ×365 特別編 - 阿澄佳奈、水橋かおり、後藤邑子、新谷良子 けいおん! - 豊崎愛生、日笠陽子、佐藤聡美、寿美菜子 |
| 第10回 | 2010年8月7・8日   | それでも町は廻っている            | 第1部 会長はメイド様! - 岡本信彦、豊崎愛生、阿澄佳奈、石原夏織 もっとTo LOVEる-とらぶる- - 渡辺明乃、矢作紗友里、花澤香菜、豊崎愛生 おおきく振りかぶって～夏の大会編～ - 代永翼、中村悠一、早水リサ、水島努 おおかみかくし - 小林ゆう、伊瀬茉莉也、加藤英美里 第2部 TBSアニメフェスタ10周年記念企画 - スペシャルゲスト：モグタン - トークショー：清水愛、真田アサミ、川澄綾子 - ライブ：石田燿子 夢喰いメリー - 岡本信彦、佐倉綾音、茅野愛衣 IS 〈インフィニット・ストラトス〉 - 内山昂輝、日笠陽子、ゆかな、下田麻美、花澤香菜、 井上麻里奈 緋弾のアリア - PV上映のみ 電波女と青春男 - PV上映のみ それでも町は廻っている - 小見川千明、悠木碧、矢澤りえか、白石涼子 - ビデオメッセージ：坂本真綾 第3部 アマガミSS - トークショー：名塚佳織、新谷良子、佐藤利奈、今野宏美、 ゆかな - ライブ：azusa ひだまりスケッチ×☆☆☆ - 阿澄佳奈、水橋かおり、後藤邑子、新谷良子 けいおん!! - 豊崎愛生、日笠陽子、佐藤聡美、寿美菜子、竹達彩奈 |
| 第11回 | 2011年8月13日     | 僕は友達が少ない                  | 第1部 映画 けいおん!（シークレットゲスト） - 豊崎愛生、日笠陽子、佐藤聡美、寿美菜子、竹達彩奈 電波女と青春男 - トークショー：大亀あすか、入野自由、加藤英美里、渕上舞、 野中藍 - ビデオメッセージ：神聖かまってちゃん IS＜インフィニット・ストラトス＞アンコール 恋に焦がれる六重奏 - 内山昂輝、日笠陽子、ゆかな、下田麻美、花澤香菜、 井上麻里奈 スペシャルライブ - 栗林みな実 第2部 緋弾のアリア - 間島淳司、釘宮理恵、高橋美佳子、伊瀬茉莉也、 石原夏織 まよチキ! - 井口裕香、日野聡、喜多村英梨、花澤香菜、伊瀬茉莉也、 阿澄佳奈 新作紹介映像 - 機動戦士ガンダムAGE、ペルソナ4、輪るピングドラム、 キルミーベイベー、アマガミSS2期 - ライブ：azusa ラストエグザイル-銀翼のファム- - 豊崎愛生 第3部 僕は友達が少ない - 木村良平、井上麻里奈、伊藤かな恵、山本希望、福圓美里、 花澤香菜、井口裕香 THE IDOLM@STER - 中村繪里子、仁後真耶子、下田麻美、浅倉杏美、長谷川明子 ひだまりスケッチ×SP - 阿澄佳奈、水橋かおり、後藤邑子、新谷良子                                                                                              |
| 第12回 | 2012年8月18日     | 武装神姫                          | To LOVEる-とらぶる- ダークネス - 豊崎愛生、福圓美里、井口裕香、渡辺明乃、戸松遥、 矢作紗友里、伊藤かな恵 僕は友達が少ない - 木村良平、井上麻里奈、伊藤かな恵、福圓美里、井口裕香 あっちこっち - 大久保瑠美、岡本信彦、福原香織、生天目仁美、浅沼晋太郎 ひだまりスケッチ×ハニカム - 司会：高橋祐馬（アニプレックス） - トークショー：阿澄佳奈、水橋かおり、新谷良子、micco（marble） - ライブ：marble さんかれあ - トークショー：内田真礼、木村良平、井口裕香、矢作紗友里 - ライブ：Annabel 恋と選挙とチョコレート - トークショー：中村繪里子、門脇舞以、今井麻美、水橋かおり、 浅川悠 - ライブ：Annabel、Ceui 新作紹介映像 - 機動戦士ガンダムAGE、エウレカセブンAO、じょしらく、 IS 〈インフィニット・ストラトス〉新作OVAほか - ライブ：azusa ささみさん@がんばらない - 阿澄佳奈、斎藤千和、花澤香菜、野中藍 武装神姫 - 阿澄佳奈、茅原実里、水橋かおり、中島愛 この中に1人、妹がいる! - トークショー：石原夏織、佐倉綾音、竹達彩奈、大亀あすか、 日高里菜 - ライブ：StylipS                                                             |
| 第13回 | 2013年8月10日     | アウトブレイク・カンパニー        | 第1部 ローゼンメイデン - 沢城みゆき、千葉千恵巳、桑谷夏子、志村由美、野川さくら、 真田アサミ ステラ女学院高等科C3部 - 牧野由依、沢城みゆき、茅野愛衣、斎藤千和、西崎莉麻、 米沢円 やはり俺の青春ラブコメはまちがっている。 - 江口拓也、早見沙織、東山奈央 第2部 放送中・新作アニメ紹介映像 - 放送中：宇宙戦艦ヤマト2199、マギ The kingdom of magic、 ダンガンロンパ 希望の学園と絶望の高校生 The Animation、 革命機ヴァルヴレイヴ、恋愛ラボ - 新作：キルラキル、キルミーベイベー新作OAD、魔法戦争、 桜Trick 境界の彼方 - ビデオメッセージ：茅原実里 アウトブレイク・カンパニー - 花江夏樹、三森すずこ、渕上舞、内田真礼、上坂すみれ 小鳥遊六花・改 ～劇場版 中二病でも恋がしたい!～ - 内田真礼、上坂すみれ フォトカノ - トークショー：島﨑信長、伊藤かな恵、中原麻衣、金元寿子、 斎藤千和、水橋かおり、大亀あすか - ライブ：hayato kaori 第3部 THE IDOLM@STER MOVIE 輝きの向こう側へ! - 今井麻美、長谷川明子、下田麻美 IS 〈インフィニット・ストラトス〉2 - トークショー：日笠陽子、下田麻美、斎藤千和、三森すずこ - ライブ：栗林みな実 |
| 第14回 | 2014年8月9日      | 俺、ツインテールになります。      | 第1部 桜Trick - 井口裕香、五十嵐裕美、相坂優歌、渕上舞、戸田めぐみ、 藤田咲 ブレイドアンドソウル - タカオユキ、悠木碧 僕らはみんな河合荘 - トークショー：井口祐一、花澤香菜、佐藤利奈、金元寿子 - ライブ：fhána 第2部 新作アニメ紹介映像 - ハイキュー!!、ガンダム Gのレコンギスタ、七つの大罪、 ペルソナ4 ザ・ゴールデン、黒執事 Book of Circus、 結城友奈は勇者である 俺、ツインテールになります。 - 島﨑信長、相坂優歌、赤﨑千夏、内田真礼、上坂すみれ、 M・A・O 甘城ブリリアントパーク - トークショー：加隈亜衣、白石涼子、野中藍、相坂優歌、 黒沢ともよ、三上枝織、津田美波、川澄綾子 - ライブ：AKINO with bless4 IS 〈インフィニット・ストラトス〉2 - 日笠陽子、下田麻美、花澤香菜 第3部 幸腹グラフィティ - 佐藤利奈、大亀あすか、小松未可子 やはり俺の青春ラブコメはまちがっている。 - 江口拓也、東山奈央、小松未可子 RAIL WARS! - 福山潤、沼倉愛美、内田真礼、日野聡、茅原実里 普通の女子校生が【ろこどる】やってみた。 - 伊藤美来、三澤紗千香、吉岡麻耶、水瀬いのり、下田麻美、 井澤詩織、井澤美香子、津田美波、M・A・O         |
| 第15回 | 2015年8月8日      | ランス・アンド・マスクス          | 青春×機関銃 - 小松未可子、前野智昭、松岡禎丞 城下町のダンデライオン - トークショー：花澤香菜、茅野愛衣、石原夏織、村瀬歩、 小倉唯、勝田詩織、鈴木愛奈、相坂優歌、松井恵理子 - ライブ：ゆいかおり、小倉唯 やはり俺の青春ラブコメはまちがっている。続 - 江口拓也、早見沙織、東山奈央 スキイモ 〜アニメがみたくなる呪文〜 - ライブ：M・A・O To LOVEる-とらぶる- ダークネス 2nd - 福圓美里、渡辺明乃、井口裕香、花澤香菜 ランス・アンド・マスクス - 山下大輝、小澤亜李、沼倉愛美、三森すずこ、諏訪彩花、 M・A・O、花守ゆみり ファンタシースターオンライン2 ジ アニメーション - PV上映、キャスト・スタッフ紹介のみ 普通の女子高生が【ろこどる】やってみた。 - 伊藤美来、三澤紗千香、吉岡麻耶、水瀬いのり ヤング ブラック・ジャック - 梅原裕一郎 レーカン! - 木戸衣吹、伊藤美来、飯田里穂、M・A・O、山崎エリイ |
| 第16回 | 2018年8月18日     | 星合の空                          | 司会 - 岩井勇気（ハライチ）、宇垣美里（TBSアナウンサー） メガロボクス - 細谷佳正、安元洋貴 されど罪人は竜と踊る - 細谷佳正、島﨑信長 少女☆歌劇 レヴュースタァライト - 相羽あいな、生田輝、伊藤彩沙、岩田陽葵、小泉萌香、 小山百代、佐藤日向、富田麻帆、三森すずこ 七星のスバル - 大森日雅、鬼頭明里、山崎エリイ、山田麻莉奈 新幹線変形ロボ シンカリオン THE ANIMATION - 佐倉綾音、逢坂良太 グリムノーツ - 逢坂良太、久保田未夢、石井諒太郎 赤根和樹オリジナル作品「星合の空」 - 赤根和樹、畠中祐 ハライチ岩井勇気のアニニャン!公開録音 - 森田成一（学園BASARA）、江口拓也・代永翼（BAKUMATSU） |